# Linuron
Linuron (ISO-naam) is een herbicide dat in veel verschillende teelten gebruikt wordt voor de bestrijding van eenjarige tweezaadlobbige onkruiden, zoals herderstasje, muur, kamille, zwarte nachtschade, wilgeroosje, basterdwederik en klein kruiskruid. Linuron behoort, zoals onder andere diuron en monuron, tot de fenylureum-herbiciden.
De stof werd tijdens de jaren '40 van de 20e eeuw ontwikkeld door het Amerikaanse E.I. du Pont de Nemours & Co. Handelsnamen van de stof zijn onder andere Lorox, Afalon, Linugan, Linurex, Linuron 450 Protex en Luxan Linuron.

## Regelgeving
De Europese Commissie heeft linuron opgenomen in bijlage 1 (werkzame stoffen die mogen worden gebruikt als basis voor gewasbeschermingsmiddelen) van de Richtlijn 91/414/EEG betreffende het op de markt brengen van gewasbeschermingsmiddelen. De termijn loopt van 1 januari 2004 tot 31 december 2013. De Europese goedkeuring van linuron werd niet verlengd omdat tijdens de evaluatie van de aanvraag tot verlenging is gebleken dat deze werkzame stof niet langer voldoet aan het huidige hoge veiligheidsvereisten van de Europese wetgeving.

## Toxicologie en veiligheid
Linuron is zeer toxisch voor waterorganismen. Het ontleedt bij verhitting, en wordt afgebroken door zuren, basen of oxiderende stoffen. Daarbij komen giftige stoffen vrij (waterstofchloride en stikstofoxiden).
Op basis van dierproeven is linuron ingedeeld als een kankerverwekkende stof van categorie 3 (dit wil zeggen dat carcinogene effecten niet uit te sluiten zijn).